# Carolina Martínez Pulido
Carolina Martínez Pulido (28 de noviembre de 1950) es una bióloga española.

## Trayectoria
Licenciada en Biología en el curso 1975-76, defendió su tesis doctoral "Formación de callos en cultivo in vitro de tejidos de Pinus canariensis" en abril de 1985, en la Facultad de Biología de la Universidad de la Laguna (ULL).
Ha sido Profesora Titular desde abril de 1990 hasta su jubilación en el Departamento de Biología Vegetal, en el Área de Fisiología Vegetal de la Facultad de Farmacia (ULL).
Como bióloga, se ha especializado en la investigación sobre regeneración in vitro del pino canario.
En el año 1988, realizó una estancia en la Universidad de Calgary, Canadá, como profesora investigadora invitada. Participó en el proyecto del Plant Physiology Research Group, financiado por la Natural Sciences and Engineering Research Council of Canada, bajo la dirección del Doctor Trevor A. Thorpe. Su investigación tenía como título: Cultivo in vitro de coníferas de interés para Canarias (Pinus canariensis y Juniperus cedrus). Fase I. En el año 1990 realizó una segunda estancia en la misma universidad, continuando con su investigación: Cultivo in vitro de coníferas de interés para Canarias (Pinus canariensis y Juniperus cedrus). Fase II. Como resultado de estos proyectos obtuvo el Protocolo de reproducción in vitro de Pinus canariensis, la publicación de varios artículos de biotecnología forestal en revistas destacadas de esa especialidad, y un libro sobre la materia.
En el año 1993, realizó una estancia como profesora invitada en el Instituto de Investigaciones Agrobiológicas de Galicia (Consejo Superior de Investigaciones Científicas) en Santiago de Compostela. Participó en un proyecto de investigación de interés comunitario financiado por la Unión Europea, titulado: Cultivo in vitro de árboles caducifolios (Quercus robur y Fagus sylvatica) liderado por la Doctora Ana Vietez, profesora de Investigación del CSIC.
Su investigación también se ha centrado en el protagonismo y las aportaciones de las mujeres en las Ciencias Biológicas. Divulgadora de la ciencia, ha impartido diversas conferencias sobre pensamiento biológico e historia de la biología.
Ha sido miembro el Instituto Universitario de la Mujer de la Universidad de La Laguna, y del Consejo de Publicación de la Revista Clepsydra, editada por la misma universidad.  
Pertenece a la Asociación de Mujeres Investigadoras y Tecnólogas (AMIT) con sede en Madrid.
Colabora con el blog de la Cátedra de Cultura Científica de la UPV/EHU, Mujeres con ciencia.
En la actualidad, pese a estar jubilada se dedica a impartir charlas en centros educativos y otros foros. Por ejemplo, ha contribuido a demostrar el importante papel que realizaron las homínidas en el pasado.

## Algunas publicaciones

### Libros
1. Cultivo de tejidos vegetales. Multiplicación vegetativa in vitro del pino canario (Prólogo del Dr. Trevor A. Thorpe), Secretariado de Publicaciones. Serie Informes no. 28. Universidad de La Laguna, 1990
2. También en la cocina de la Ciencia. Cinco grandes científicas en el pensamiento biológico del siglo XX, Servicio de Publicaciones de la Universidad de La Laguna, 2000
3. El papel de la mujer en la evolución humana, Editorial Biblioteca Nueva, 2003
4. Gestando  vidas,  alumbrando  ideas. Mujeres y científicas en el debate sobre la Biología de la reproducción, Minerva Ediciones, 2004
5. La presencia femenina en el pensamiento biológico, Minerva Ediciones, 2006
6. La senda mutilada. La evolución humana en femenino, Minerva Biblioteca Nueva, 2006

## Honores

### Premios
- Premio de Investigación del Instituto Canario de la Mujer del año 2000, por su libro También en la cocina de la Ciencia. Cinco grandes científicas en el pensamiento biológico del siglo XX.
- 2017: XXIV Premio Carmen de Burgos de Divulgación Feminista.[4] Este premio, instituido por la Asociación de Estudios Históricos de la Mujer (AEHM) en 1993, le ha sido concedido por el artículo “Insurgencias frente a viejos dogmas: las mujeres en la revolución de la cuerda[5]”, publicado en el blog Mujeres con Ciencia el 26 de septiembre de 2016.

### Distinciones
- El 8 de junio de 2023 el Cabildo de Tenerife le otorgó la distinción de "Hija Predilecta de la isla".[6]